# Caenidae
Famille
Les Caenidae sont une famille d'insectes appartenant à l'ordre des éphéméroptères.
La famille des Caenidés comprend les plus petits spécimens de tous les éphéméroptères.

## Liste des sous-familles
Selon ITIS (16 mars 2011) :
- sous-famille Brachycercinae
- sous-famille Caeninae

## Liste des genres et espèces
Selon NCBI (16 janvier 2022) :
- genre Brachycercus
  - Brachycercus harrisella
- genre Caenis

- - Caenis amica
  - Caenis anceps
  - Caenis bajaensis
  - Caenis beskidensis
  - Caenis diminuta
  - Caenis eglinensis
  - Caenis hilaris
  - Caenis horaria
  - Caenis kimminsis
  - Caenis lactea
  - Caenis latipennis
  - Caenis luctuosa
  - Caenis macrura
  - Caenis martae
  - Caenis nishinoae
  - Caenis pseudorivulorum
  - Caenis punctata
  - Caenis pusilla
  - Caenis pycnacantha
  - Caenis rivulorum
  - Caenis robusta
  - Caenis youngi

- genre Callistina
  - Callistina panda
- genre Cercobrachys
  - Cercobrachys cree
- genre Clypeocaenis
  - Clypeocaenis bisetosa
- genre Irpacaenis
  - Irpacaenis deani
- genre Latineosus
  - Latineosus sigillatus
- genre Madecocercus
- genre Susperatus
  - Susperatus prudens
- genre Tasmanocaenis
- genre Tasmanocoenis
  - Tasmanocoenis arcuata